# Dimorphodes mancus
Dimorphodes mancus is een insect uit de orde Phasmatodea en de  familie Phasmatidae. 